# Wintersheim
Wintersheim là một đô thị ở bang Rheinland-Pfalz. Đô thị này thuộc huyện Mainz-Bingen nước, Đức.
Đô thị này nằm ở Rhenish Hesse với cự ly khoảng 9 km về phía tây Rhine, giữa Mainz và Worms.

## Người dân nổi bật
- Christian Dettweiler, nhà nông học
- Peter Dettweiler, chuyên gia phổi

(tiếng Đức)